# 台湾金丝桃
台湾金丝桃（学名：Hypericum formosanum）为藤黄科金丝桃属下的一个种。

## 扩展阅读
- 維基物種上的相關：台湾金丝桃